# Severozahodno federalno okrožje
Severozahodno federalno okrožje (rusko Се́веро-За́падный федера́льный о́круг, latinizirano: Severo-Zapadnij federalnij okrug, ruska izgovorjava: [ˈsʲevʲɪrə ˈzapədnɨj fʲɪdʲɪˈralʲnɨj ˈokrʊk]) je eno od osmih federalnih okrožij Rusije z upravnim sedežem v Sankt Peterburgu. Obsega 1.687.000 km², kar predstavlja večino severozahodne Rusije in ima po podatkih iz leta 2010 13,6 milijona prebivalcev, od katerih jih 83,5 % živi v mestih. Trenutni predsedniški odposlanec je Aleksander Gutsan, ki je na položaju zamenjal Aleksandra Beglova, ko je ta postal guverner Sankt Peterburga.

## Demografija

### Federalne enote
Okrožje sestavljajo tri ekonomske regije; Severna, Severozahodna in Kaliningrajska ekonomska regija ter enajst federalnih subjektov:
| Northwestern Federal District | Northwestern Federal District | Northwestern Federal District | Northwestern Federal District | Northwestern Federal District | Northwestern Federal District | Northwestern Federal District       | Northwestern Federal District |
| #                             | Zastava                       | Grb                           | Federalni subjekt             | Površina v km2                | Prebivalstvo (2010)           | Glavno mesto/Administrativni center | Zemljevid                     |
| ----------------------------- | ----------------------------- | ----------------------------- | ----------------------------- | ----------------------------- | ----------------------------- | ----------------------------------- | ----------------------------- |
| 1                             |                               |                               | Arhangelska oblast            | 589.900                       | 1,336,539                     | Arhangelsk                          |                               |
| 2                             |                               |                               | Vologdska oblast              | 144.500                       | 1.269.568                     | Vologda                             |                               |
| 3                             |                               |                               | Kaliningrajska oblast         | 15.100                        | 955.281                       | Kaliningrad                         |                               |
| 4                             |                               |                               | Karelija                      | 180.500                       | 716.281                       | Petrozavodsk                        |                               |
| 5                             |                               |                               | Komi                          | 416.800                       | 1.018.674                     | Siktivkar                           |                               |
| 6                             |                               |                               | Leningrajska oblast           | 83.900                        | 1.669.205                     | Gatčina                             |                               |
| 7                             |                               |                               | Murmanska oblast              | 144.900                       | 892.534                       | Murmansk                            |                               |
| 8                             |                               |                               | Nenško avtonomno okrožje      | 176.800                       | 41.546                        | Narjan-Mar                          |                               |
| 9                             |                               |                               | Novgorodska oblast            | 54.500                        | 694.355                       | Veliki Novgorod                     |                               |
| 10                            |                               |                               | Pskovska oblast               | 55.400                        | 760.810                       | Pskov                               |                               |
| 11                            |                               |                               | Sankt Peterburg               | 1.400                         | 4.662.547                     | Sankt Peterburg                     |                               |